# Нестраначки политичар
Нестраначки или независни политичар је политичар који не припада ниједној политичкој партији. 
Независни политичар може да одражава центристички став између главних политичких странака или екстремна становишта, која не заступа ниједна велика странка, или могу имати став заснован на питањима за која сматрају да им велике политичке странке не посвећују довољно пажње. Други независни политичари су повезани са политичким партијама, могу бити њихови бивши чланови, који су изабрали да не стоје под страначком етикетом. Трећа категорија независних су они који могу да припадају или подржавају политичку странку, али верују да не би требало формално да је заступају и тако буду предмет њене политике. Коначно, неки независни политичари могу да формирају политичку партију за потребе кандидовања за јавну функцију.